# Comunitat de comunes Carnelle Pays-de-France
La Comunitat de comunes Carnelle Pays-de-France (oficialment: Communauté de communes Carnelle Pays-de-France) és una Comunitat de comunes del departament de la Val-d'Oise, a la regió de l'Illa de França.
Creada al 2016, està formada per 19 municipis i la seu es troba a Luzarches.

## Municipis
1. Asnières-sur-Oise
2. Baillet-en-France
3. Bellefontaine
4. Belloy-en-France
5. Châtenay-en-France
6. Chaumontel
7. Épinay-Champlâtreux
8. Jagny-sous-Bois
9. Lassy
10. Luzarches
11. Maffliers
12. Mareil-en-France
13. Montsoult
14. Le Plessis-Luzarches
15. Saint-Martin-du-Tertre
16. Seugy
17. Viarmes
18. Villaines-sous-Bois
19. Villiers-le-Sec